# Bataille d'Hunterstown
Guerre de Sécession
Batailles
Campagne de Pennsylvanie
- Franklin's Crossing
- Brandy Station
- 2e Winchester
- Aldie
- Middleburg
- Upperville
- 2e Fairfax Court House
- Corbit's Charge (en)
- Hanover
- Sporting Hill
- Carlisle
- Gettysburg
- Retraite de Gettysburg
- Fairfield
- Monterey
- Williamsport
- Boonsboro
- Funkstown
- Manassas Gap

La bataille d'Hunterstown est une escarmouche de la guerre de Sécession à Beaverdam Creek (en) près d'Hunterstown, qui s'est déroulée le 2 juillet 1863, au cours de laquelle la cavalerie confédérée de Wade Hampton se retire après avoir engagé la cavalerie de l'Union de George Armstrong Custer.

## Contexte
À l'aube du 2 juillet 1863, l'armée de l'Union du Potomac se déploie près de Gettysburg avec sa cavalerie postée quelque part pour protéger les flancs et pour surveiller l'activité confédérée, particulièrement la cavalerie du major général J.E.B. Stuart. Stuart arrive arrive aux quartiers généraux du général Robert E. Lee entre midi et une heure de l'après-midi, et environ une heure plus tard la brigade épuisée de brigadier général Wade Hampton arrive. Stuart ordonne à Hampton de prendre position pour couvrir l'arrière gauche des lignes de bataille confédérées. Hampton se met en position en face d'Hunterstown Road à six kilomètres quatre-cents au nord-est de Gettysburg, bloquant l'accès à toute force de l'Union qui pourraient essayer de passer derrière les lignes de Lee. Deux brigades de cavalerie de l'Union de la division du brigadier général Judson Kilpatrick sous les ordres du brigadier général George Armstrong Custer et Elon J. Farnsworth recherchent le bout du flanc gauche confédéré.

## Engagement
Les hommes de Custer rencontrent Hampton sur la route entre Hunterstown et Gettysburg. Alors qu'il mène une charge avec la compagnie A du 6th Michigan Cavalry contre l'arrière garde confédérée, Custer tombe sous son cheval blessé et est sauvé par son officier de service Norvell F. Churchill. Hampton veut faire monter l'action, positionnant la plupart de sa brigade le long d'une crête pour préparer une charge contre la position de Custer. À ce moment, Elon Farnsworth arrive avec sa brigade. Hampton ne lance pas son attaque, et un duel d'artillerie s'ensuit jusqu'à la tombée de la nuit où Hampton se retire vers Gettysburg.

## Conséquences
Le champ de bataille  (connu comme le « North Cavalry Field (en) », qui est situé au nord-est du champ de bataille de Gettysburg (en)) est un site privé et comprend une usine d'électricité. Le village d'Hunterstown a une petite plaque commémorant l'engagement à proximité, et le 2 juillet 2008, un monument de marbre honorant Custer a été dévoilé et dédicacé.